# 馬西莫·安德烈·烏戈利尼
馬西莫·安德烈·烏戈利尼（義大利語：Massimo Andrea Ugolini；1978年7月26日—），是一名圣马力诺政治人物、圣马力诺天主教民主党黨員，2016年4月1日成為圣马力诺执政官。